# Sam Van Rossom
Sam Tom Bert Van Rossom (Gante, 3 de junho de 1986) é um basquetebolista profissional belga que atualmente defende o Valencia na Liga ACB e na Euroliga.

## Títulos e Honrarias

### Clubes
- 2x  Campeão da Liga Belga 2005-06, 2006-07 (Telindus Oostende)
- Campeão da Copa da Bélgica 2007-08 (Telindus Oostende)
- Campeão da FIBA Eurocup 2013-14 (Valencia Basket)

### Seleção
Sam Van Rosson defende a Seleção Belga desde 2007, ainda não conquistou medalhas, porém faz parte da equipe que trouxe os belgas para o EuroBasket depois de 18 anos sem classificação.

## Ligações Externas
- Sam Van Rossom no X
- Página de Van Rossom no Sítio da Liga ACB